# Ploiarium
Ploiarium é um género botânico pertencente à família Bonnetiaceae, composto por apenas três espécies.

## Espécies
- Ploiarium elegans
- Ploiarium oblongifolium
- Ploiarium alternifolium
- Ploiarium pulcherrimum
- Ploiarium sessile